# Daniel Ballart i Sans
Daniel Ballart i Sans (Barcelona, 17 de març de 1973) és un exjugador i entrenador de waterpolo català.

## Biografia
Va jugar amb la selecció espanyola de waterpolo que va guanyar la medalla d'or en les olimpíades de 1996 a Atlanta. Va començar a jugar a la selecció nacional en 1988.
El 1993 en el campionat del món junior el Caire, va ser nomenat millor jugador del campionat. Integrant de la selecció espanyola guardonada amb la medalla d'Or i de Plata de la Reial Ordre del Mèrit Esportiu.
El 2009 va ser el directiu del Reial Club Esportiu Espanyol encarregat de fer d'enllaç entre esportistes i directiva, fins que va ser destituït.
El Juliol del 2011 anuncia la seva retirada com a jugador per passar a ser el director esportiu del Club Natació Sabadell.
El 2011 va rebre la Medalla d'Or de la Reial Ordre del Mèrit Esportiu.

## Historial esportiu
Va ésser 518 vegades internacional absolut.

### Medalles
- Medalla d'or al Campionat del Món Júnior de Long Beach 1991.
- Medalla d'or als Jocs Olímpics d'Atlanta 1996.
- Medalla d'or al Campionat del Món de Perth 1998.
- Medalla d'or al Campionat del Món de Fukuoka 2001.
- Medalla d'or als Jocs de Mediterrani de Tunis 2001.
- Medalla d'argent al Campionat d'Europa d'Atenes 1991.
- Medalla d'argent als Jocs Olímpics de Barcelona 1992.
- Medalla d'argent al Campionat del Món Júnior del Caire 1993.
- Medalla d'argent al Campionat del Món de Roma 1994.
- Medalla de bronze al Campionat d'Europa de Sheffield 1993.
- Medalla de bronze a la Copa del Món FINA 1991.

### Participant en 7 Campionats del Món (2 juniors i 5 absoluts)
- Junior 1991 Los Angeles (EUA) -Campió del Món.
- Junior 1993 el Caire (Egipte) -Subcampeón del Món i Millor Jugador.
- 1991 Perth (Australia) -Subcampeón del Món.
- 1994 Roma (Itàlia) -Subcampeón del Món.
- 1998 Perth (Austràlia) -Campió del Món.
- 2001 Fukuoka (Japó) -Campió del Món.
- 2003 Barcelona (Catalunya) -5è Lloc.

### Participant en 9 Europeus (2 júniors i 7 absoluts)
- Junior 1989 Istambul -4è Lloc i Millor Jugador.
- Junior 1990 Varna -5è Lloc.
- 1991 Atenes -Subcampeón d'Europa
- 1993 Sheffield -3r Lloc.
- 1995 Viena -5è Lloc.
- 1997 Sevilla -5è Lloc.
- 1999 Florència -6è Lloc.
- 2001 Budapest -6è Lloc.
- 2003 Kranj -5è Lloc.

### Participant en 3 Copes del Món
- 1991 Barcelona -3r Lloc
- 1995 Atlanta -5è Lloc
- 1999 Sidney -3r Lloc

### Campió de 2 lligues nacionals
- 1995 i 1996 amb el CN Barcelona.

### Campió de 4 Copes del Rei
- 1992 CE Mediterrani
- 1995 CN Barcelona
- 1996 CN Sabadell
- 2005 CN Sabadell

### Altres
- 2 vegades Campió de la Supercopa d'Espanya amb el CN Sabadell, i Millor Jugador.
- Subcampió de la Recopa d'Europa el 1994 amb el CE Mediterrani.
- 3r. Lloc a la Final Four Champion League de Nàpols 1996 amb el CN Barcelona i trofeu al gol més ràpid del campionat.
- 6 vegades Màxim Golejador del Campionat Nacional.
- 6 vegades Millor Jugador del Campionat Nacional.
- Medalla d'Or i Brillants de la Reial Federació Espanyola de Natació 2005.
- Medalla de Plata de la Reial Ordre del Mèrit Esportiu (1999).
- Selecció Nacional guardonada amb la Placa d'Or de la "Real Ordre del Mèrit Esportiu" (1996).
- Guardonat amb l'Ordre Olímpica per la valuosa contribució a l'Esport i l'Olimpisme pel Comitè Olímpic Espanyol (1996)
- Medalla d'Or al Mèrit Esportiu de la Federació Catalana (1996).
- Medalla al Mèrit Esportiu de la Federació Catalana (1994).
- Medalla d'Or al Mèrit Esportiu de la Federació Espanyola (1992).
- Medalla de la ciutat al Mèrit Esportiu per l'Ajuntament de Barcelona (1992).